# Jan van der Marel
Jan van der Marel (Nieuwkoop, 13 januari 1968) is een Nederlandse triatleet. Hij is meervoudig Nederlands kampioen op diverse triatlon afstanden. Ook won hij tweemaal het Nederlands kampioenschap op de duatlon en loopt hij marathons. 

## Loopbaan
Van der Marel heeft viermaal de hele triatlon van Almere op zijn naam geschreven (1993, 1996, 1998, 1999). Hij is de eerste triatleet die Almere binnen acht uur wist te voltooien (7:57.43). Van der Marel finishte als derde bij de Ironman Europe in Roth (1996) en als negende bij de Ironman Hawaï (1996). 
Aan het einde van zijn sportieve loopbaan legde hij zich toe op het hardlopen. Hij won in 2005, 2006 en 2007 de marathon van Zeeland en in 2007 de Zestig van Texel. In 2009 en 2011 eindigde hij eveneens op het podium van de Zestig van Texel.
Hij is vader van drie kinderen en wist de wedstrijden te combineren met zijn baan.

## Titels
- Europees kampioen triatlon op de lange afstand: 1999
- Nederlands kampioen triatlon op de lange afstand: 1993, 1996, 1998, 1999
- Nederlands kampioen triatlon op de middenafstand: 1998
- Nederlands kampioen wintertriatlon: 1995, 1998
- Nederlands kampioen duatlon: 1991, 1995

## Prestaties

### triatlon
- 1993:  NK lange afstand in Almere (1e overall) - 8:16.21
- 1994:  NK lange afstand in Almere (3e overall) - 8:37.00
- 1995:  NK lange afstand in Almere (2e overall) - 8:18.34
- 1996:  NK lange afstand in Almere (1e overall) - 8:01.13
- 1996:  Ironman Europe in Roth
- 1996: 9e Ironman Hawaï - 8:35.56
- 1997:  NK lange afstand in Almere (2e overall) - 8:03.52
- 1998:  NK middenafstand in Stein - 4:07.03
- 1998:  NK lange afstand in Almere (1e overall) - 8:11.32
- 1999:  EK + NK lange afstand in Almere (1e overall) - 7:57.46
- 1999: 13e WK lange afstand in Säter - 5:57.13
- 2000: 16e WK lange afstand in Nice - 6:39.26
- 2004:  NK lange afstand in Stein - 5:52.42

### wintertriatlon
- 1995:  NK in Geleen - 2:41.49
- 1998:  NK in Assen - 5:05.48

### duatlon
- 1991:  NK in Nieuwegein - 1:16.25
- 1994:  NK in Venray - tijd onbekend
- 1995:  NK in Venray - tijd onbekend
- 1998:  NK in Venray - 2:51.56
- 1999:  NK in Venray - 2:49.52
- 2000:  NK in Venray - 2:52.12

### atletiek
- 2003:  Mergelland Marathon - 2:37.30
- 2004:  BUSINESS 20 van Alphen - 1:10.02
- 2005: 13e Groet uit Schoorl Run (30 km) - 1:52.23
- 2005:  BUSINESS 20 van Alphen - 1:11.27
- 2005:  marathon Zeeland - 2:48.03
- 2006:  BUSINESS 20 van Alphen - 1:09.43
- 2006:  marathon Zeeland - 2:51.40
- 2007:  marathon Zeeland - 2:40.25
- 2007:  Zestig van Texel - 4:09.49
- 2008:  Mergelland Marathon - 2:37.30
- 2008: 5e marathon van Zeeland - 2:52.32
- 2008:  H35 halve van Rockanje - 1:18.01
- 2008: 6e BUSINESS 20 van Alphen - 1:17.41
- 2009:  BUSINESS 20 van Alphen - 1:12.25
- 2009:  Zestig van Texel - 4:19.24
- 2010: 6e BUSINESS 20 van Alphen - 1:14.34
- 2011:  BUSINESS 20 van Alphen - 1:13.07
- 2011:  Zestig van Texel - 4:25.59